# New Yorker Hotel

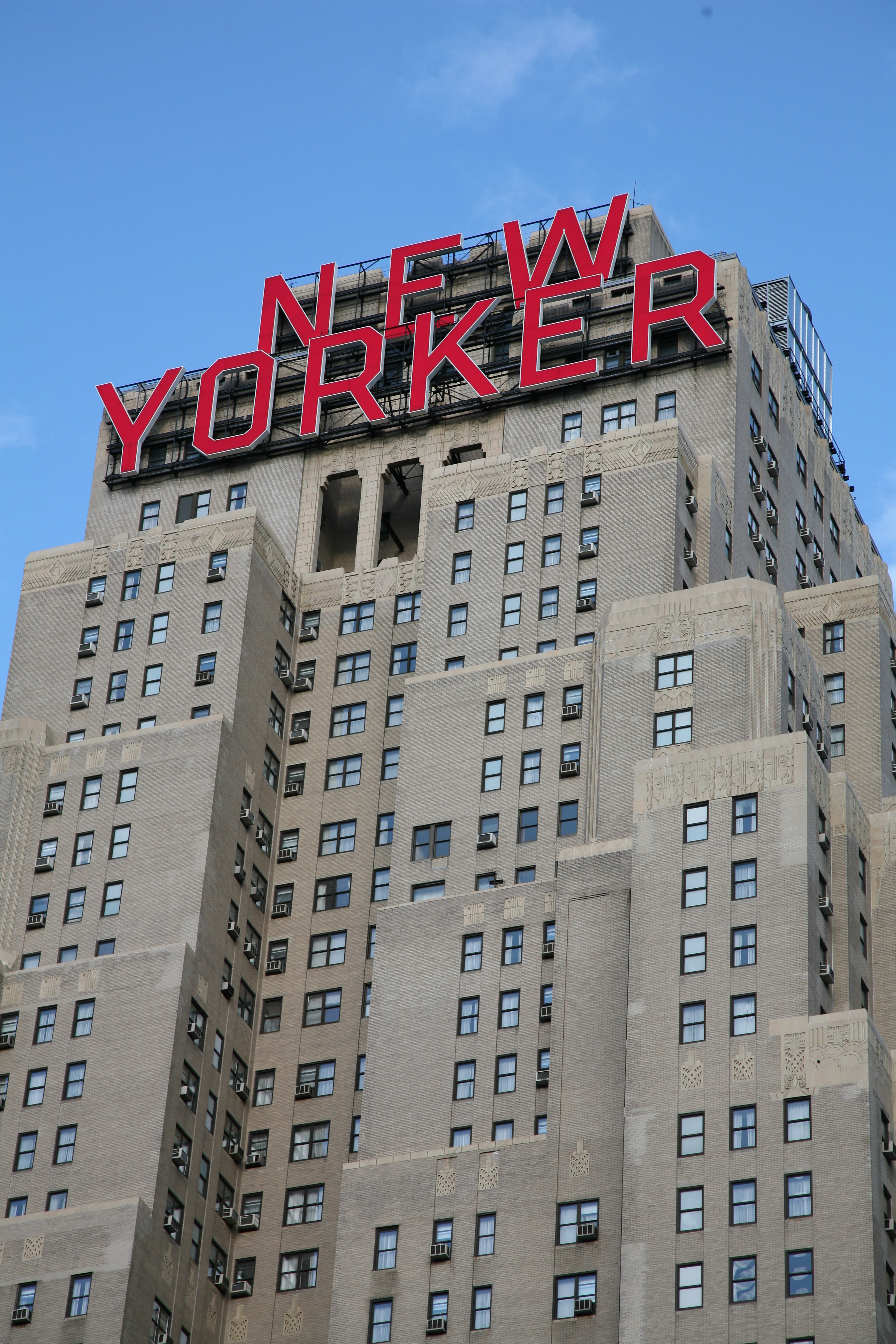
Hotellets fasadskylt.

New Yorker Hotel är ett hotell på adressen 481 Eighth Avenue i New York. Byggnaden har 43 våningar, är byggd i art déco-stil och öppnade 1930.